# Tatiara
Tatiara är en kommun i Australien. Den ligger i delstaten South Australia, omkring 220 kilometer sydost om delstatshuvudstaden Adelaide. Antalet invånare är 6 695.
Följande samhällen finns i Tatiara:
- Bordertown
- Keith
- Mundulla
- Wolseley

Trakten runt Tatiara består till största delen av jordbruksmark. Trakten runt Tatiara är nära nog obefolkad, med mindre än två invånare per kvadratkilometer. Genomsnittlig årsnederbörd är 518 millimeter. Den regnigaste månaden är juni, med i genomsnitt 90 mm nederbörd, och den torraste är december, med 9 mm nederbörd.